# Leptobatopsis abuelita
Leptobatopsis abuelita là một loài tò vò trong họ Ichneumonidae.